# Basileios den store
Basileios den store (grekiska: Βασίλειος ο Μέγας; kyrkslaviska: Васї́лїй Вели́кїй), även Basileios av Caesarea eller Basilius, född cirka år 330, död 1 januari 379, var biskop av Caesarea i Kappadokien, Bysantinska riket och räknas som kyrkofader, samt kyrkolärare och helgon inom såväl den Romersk-katolska kyrkan som de Ortodoxa kyrkorna. Han kallas för det grekiska munkväsendets fader. I ortodoxa kyrkan firas han den 1 januari, och i den romersk-katolska den 2 januari. 
Basileios var en av de tre stora kappadokiska fäderna (tillsammans med sin vän Gregorios av Nazianzos och sin bror Gregorios av Nyssa). De kappadokiska fädernas teologi låg till grund för treenighetsläran, och till den nicenska trosbekännelse som antogs vid det första konciliet i Konstantinopel år 381, och därmed fördömandet av arianismen.
Basilieos anvisningar för klosterlivet, Basileios regel, följs av den ortodoxa kyrkans kloster och han har gett namn åt basileianer, de munkar och nunnor som följer han regler.

## Biografi
Basileios föddes i Caesarea i Kappadocien omkring år 330, i en förmögen och inflytelserik familj. Efter att ha företagit grundliga studier i Caesarea, Konstantinopel och Aten uppträdde han till en början som retor i sin fädernestad. Med tiden drogs han alltmer till ett rent asketiskt liv. Han lät därför döpa sig 357.
Sedan han besökt de mest berömda asketerna i Syrien, Palestina och Egypten, skänkte han hela sin förmögenhet åt de fattiga och drog sig tillsammans med några likasinnade tillbaka till en enslig ort invid floden Isis, på vars andra strand hans moder och syster, båda med namnet Makrina, grundat en kvinnlig asketkoloni. 
Han tillbringade flera år som munk där, men vigdes 364 till presbyter (församlingsäldste) i Ceasarea och blev metropolit (ärkebiskop) där år 370. På denna plats utvecklade han en omfattande och kraftfull verksamhet. Särskilt uppträdde han med stort eftertryck mot arianismen, som redan förut hade en svuren fiende i honom. Hans viljekraft sammanhöll nicenarna i östern, och genom sin fasthet fick han själva den arianske kejsar Valens att rygga tillbaka. 
I den kristliga barmhärtighetens historia är Basileios berömd bland annat för sitt utanför Csesarea belägna hospital, som omfattade en hel liten stad. Detta tas för det första kristna sjukhuset. Han ges också äran för att ha grundat världens första barnhem.

## Munkväsendet
Även som biskop fortsatte Basileios att vara en beskyddare av munkväsendet, och för att få in den asketiska kristendomen inom kyrkans sfär för att förena en praktiskt verksam människokärlek med asketlivets ideal. 
Han ordensregler, Basileios regel, används ännu av de orientaliska och ortodoxa kyrkorna. I hans anda gestaltades orientens munksamfund, varför han benämnes det östliga munkväsendets fader. 

## Skrifter och teologi

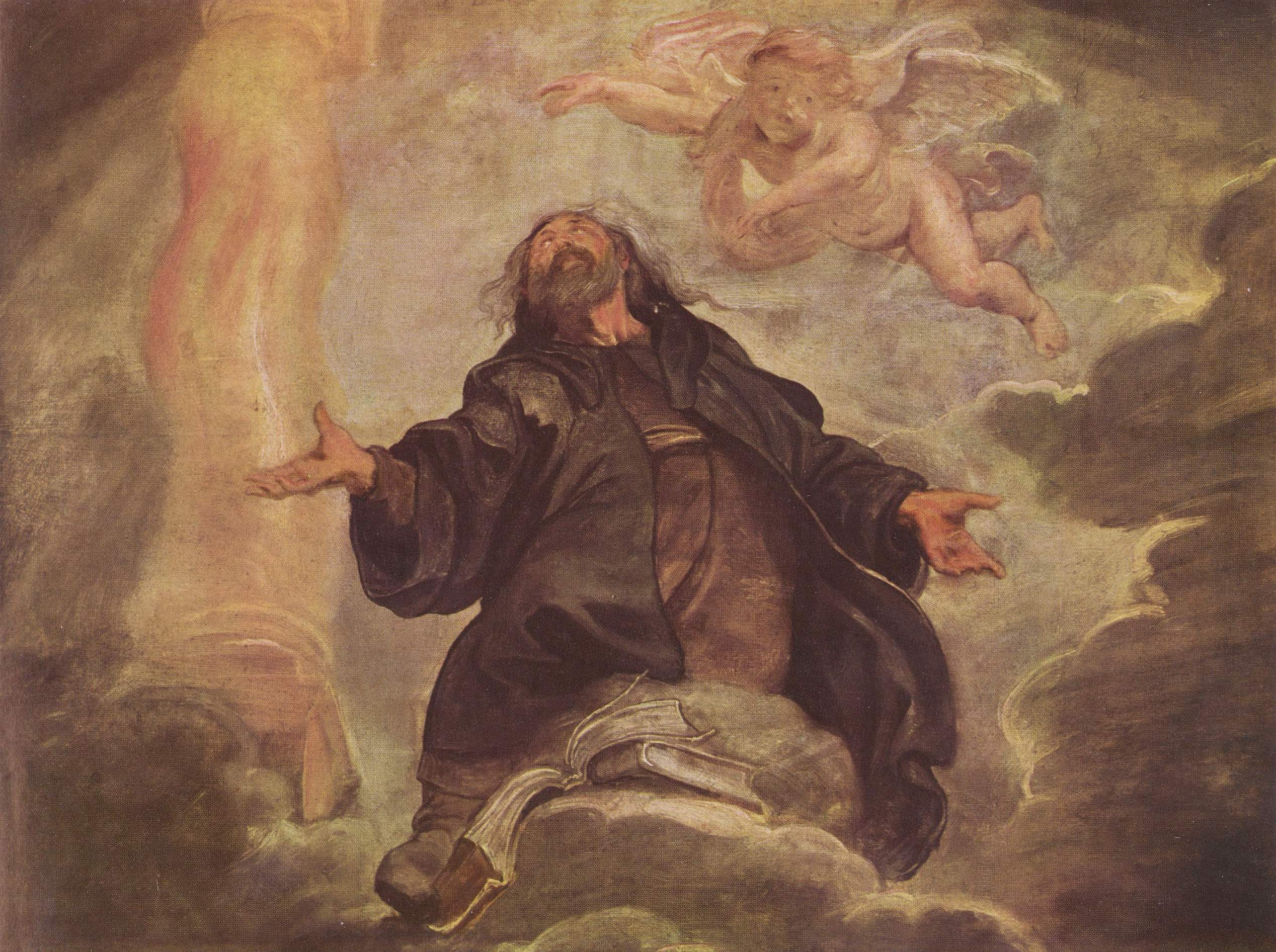
Basileios, målning av Peter Paul Rubens.

Basileios efterlämnade skrifter ses som högt värderade. Hans kvarvarande brevsamling anlitas som kyrkohistorisk källa, och hans Hexaemeron, 9 predikningar över världens skapelse, utgör ett grundläggande arbete inom skapelsedagslitteraturen. Polemiskt och dogmatiskt betydande är också hans skrift i fem böcker Emot Eunomios (arian) och hans nicenska skrift Om den helige Ande. Till honom hänförs också, fastän i reviderad form, den så kallade basilianska liturgin.
I en tid när kyrkan allvarligt började splittras av trosfrågor, ägnade sig Basileios åt att bland annat försöka enas med påve Damasus I i trosfrågor, politiska frågor och ecklesiastikala frågor; Basileios frånkände påven judikal auktoritet över kristenheten, men såg honom som en teologisk ledare för kyrkan. Han misslyckades emellertid med att vinna påvens gillande, framför allt i fråga om den grekiska formuleringen av treenighetsbegreppet som fastställts vid första konciliet i Nicaea år 325. 
Samman med sin vän Gregorios av Nazianzos och sin bror Gregorios av Nyssa (de kappadokiska fäderna) övertygade Basileios så småningom den östliga kristenheten om att det inte var logiskt att både anta homoousios och hävda att Fadern, Sonen, och den Helige anden var tre hypostaser. Genom de kappadokiska fädernas ansträngningar beslutades att det grekiska ordet ousia var detsamma som det latinska ordet substantia. Denna teologi blev, främst till följd av de analogier som brukades till dess bevisning, kontroversiell, eftersom de till beskrivningen av treenigheten påstod att far, mor och barn delade en gemensam mänsklighet. Dessutom misstolkades deras definition som polyteism. Den numera antagna definitionen av treenigheten som en substans och tre personer var Basileios den förste att fastslå. Detta antogs som dogm vid första konciliet i Konstantinopel, som ägde rum ett par år efter Basileios död. 
Enligt Basileios kunde Fadern, Sonen och den Helige anden inte verka utan varandra, utan han ansåg att Anden utgår från Sonen som utgår från Fadern, enligt samma förhållande som när Sonen blivit född. Utan att själv direkt benämna Anden ”Gud”, stred han i Om den helige Ande mot dem som förfäktade idén att Anden saknade gudomlighet (pneumatomakierna).
Vidare sammanställde Basileios ett urval av Origenes skrifter, vilket fick till följd att Origenes teologiska ställning förstärktes.

### Verk på svenska
Hexaemeron : nio homilier om skapelsen (till svenska av Stig Y. Rudberg), Artos, 1998
Om den heliga Anden : till den helige Amfilochios, biskop i Ikonium (till svenska av Olof Andrén (patristiker)), Artos, 2018
Kristen tro och hednisk bildning : Basileios tal Till de unga och dess bakgrund (till svenska av Mikael Johansson), Artos, 2022